# مقاطعة زيركوة
مقاطعة زيركوة (بالفارسية: شهرستان زیرکوه) هي إحدى مقاطعات محافظة خراسان الجنوبية في إيران. كان عدد سكان المقاطعة سنة 2006 حوالي 38,129 نسمة.